# Градаць-Нашицький
45°26′ пн. ш. 18°02′ сх. д. / 45.43° пн. ш. 18.03° сх. д.
Градаць-Нашицький (хорв. Gradac Našički) — населений пункт у Хорватії, в Осієцько-Баранській жупанії у складі міста Нашиці.

## Населення
Населення за даними перепису 2011 року становило 153 осіб.
Динаміка чисельності населення поселення:

## Клімат
Середня річна температура становить 10,75 °C, середня максимальна – 24,92 °C, а середня мінімальна – -5,73 °C. Середня річна кількість опадів – 759 мм.
| Клімат поселення                              | Клімат поселення | Клімат поселення | Клімат поселення | Клімат поселення | Клімат поселення | Клімат поселення | Клімат поселення | Клімат поселення | Клімат поселення | Клімат поселення | Клімат поселення | Клімат поселення | Клімат поселення |
| Показник                                      | Січ.             | Лют.             | Бер.             | Квіт.            | Трав.            | Черв.            | Лип.             | Серп.            | Вер.             | Жовт.            | Лист.            | Груд.            |                  |
| Середній максимум, °C                         | 6,61             | 8,12             | 12,49            | 16,93            | 21,91            | 24,92            | 24,34            | 23,98            | 19,88            | 14,60            | 8,90             | 4,90             |                  |
| Середня температура, °C                       | 0,43             | 1,94             | 6,32             | 10,75            | 15,74            | 18,76            | 20,76            | 20,39            | 16,30            | 11,00            | 5,32             | 1,31             |                  |
| Середній мінімум, °C                          | −5,73            | −4,24            | 0,14             | 4,58             | 9,56             | 12,58            | 17,18            | 16,80            | 12,70            | 7,43             | 1,73             | −2,28            |                  |
| Норма опадів, мм                              | 47               | 46               | 45               | 58               | 72               | 97               | 68               | 66               | 56               | 67               | 76               | 61               |                  |
| Середньомісячна швидкість вітру, м/с          | 2.16             | 2.39             | 2.67             | 2.58             | 2.30             | 2.11             | 2.06             | 1.92             | 1.92             | 2.00             | 2.13             | 2.19             |                  |
| Середньомісячна сонячна радіація, кДж/м²·день | 4298             | 6999             | 10889            | 15225            | 19131            | 21216            | 22196            | 20166            | 14902            | 9229             | 4860             | 3634             |                  |
| --------------------------------------------- | ---------------- | ---------------- | ---------------- | ---------------- | ---------------- | ---------------- | ---------------- | ---------------- | ---------------- | ---------------- | ---------------- | ---------------- | ---------------- |
| Джерело:                                      |                  |                  |                  |                  |                  |                  |                  |                  |                  |                  |                  |                  |                  |